# Stapedotomia
Stapedotomia – jedna z technik operacyjnych stosowanych w otologii głównie w leczeniu otosklerozy. Wykonywana jest w znieczuleniu ogólnym lub miejscowym (znieczulenie przewodu słuchowego zewnętrznego przy zastosowaniu mikroskopu operacyjnego – mikrochirurgia ucha). Operacja jest zwykle wykonywana przy użyciu wziernika usznego lub rozwórek, zakładanych przez przewód słuchowy zewnętrzny.

## Wskazania
- patologiczna próba Gellé
- niektóre przewodzeniowe upośledzenia słuchu
- cienka błona bębenkowa, bez ubytków (perforacji)

## Przeciwwskazania
- zły stan ogólny pacjenta, liczne obciążenia innymi schorzeniami
- pacjent skarżący się na szumy uszne lub zawroty głowy
- jedyne słyszące ucho
- duży niedosłuch odbiorczy

## Etapy operacji

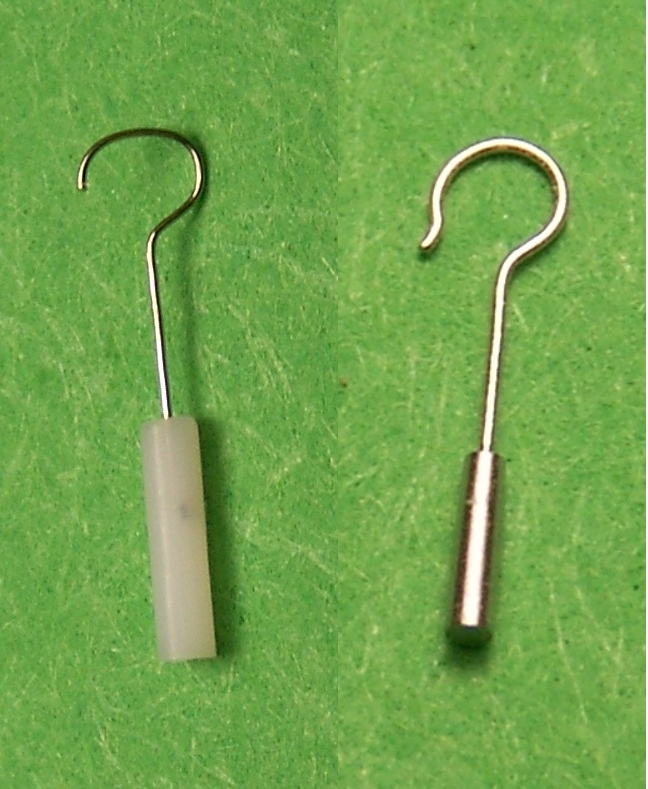
Protezki strzemiączka stosowane podczas stapedotomii lub stapedektomii.

- otwarcie jamy bębenkowej (tympanotomia)
  - cięcie śródprzewodowe okrężne (prowadzone w przewodzie słuchowym zewnętrznym) od obrąbka do skrawka małżowiny usznej
  - odwarstwienie płata skórno-bębenkowego – odpreparowanie skóry przewodu słuchowego zewnętrznego od kości przy użyciu mikroraspatora, mikronożyczek, kosy lub noża Rosena; wraz ze skórą przewodu odpreparowuje się także pierścień włóknisto-chrzęstny, na którym spoczywa błona bębenkowa; następnie odpreparowany płat skórno-bębenkowy przemieszcza się ku górze aby uwidocznić wyrostek krótki kowadełka
- uwidocznienie okienka owalnego – usunięcie fragmentu kości przewodu słuchowego zewnętrznego za pomocą ostrej łyżeczki lub wiertła diamentowego; usunięcie kości wykonuje się, aby uwidocznić ścięgno mięśnia strzemiączkowego i odnogę długą kowadełka; na tym etapie operacji zwraca się szczególną uwagę, aby nie uszkodzić kowadełka
- wykonanie otworu w płytce strzemiączka
  - przed wykonaniem otworu w płytce (infrastruktura strzemiączka) jamę bębenkową należy oczyścić z krwi i opiłków kostnych przy pomocy spongostanu lub mikrossaka
  - za pomocą perforatora o średnicy 0,3-0,6 mm wykonuje się otwór w infrastrukturze strzemiączka (płytka strzemiączka); otwór można także wykonać za pomocą lasera lub mikrohaczyka
- założenie protezki – przed założeniem protezki rozłącza się staw kowadełkowo-strzemiączkowy (dezartykulacja stawu kowadełkowo-strzemiączkowego), czasami także przecina się ścięgno mięśnia strzemiączkowego
  - usunięcie ramion strzemiączka (suprastruktura strzemiączka) za pomocą kleszczyków
  - założenie protezki – nóżkę protezki zakłada się do otworu wykonanego w infrastrukturze strzemiączka, a jej drugi koniec, pętlę (główkę) protezki, zakłada się na odnogę długą kowadełka
  - zaciśnięcie kleszczykami główki na odnodze długiej kowadełka, aby się nie zsunęła i szczelnie obejmowała kość kowadełka
- szczeliny pomiędzy założoną protezką a infrastrukturą strzemiączka, zaopatruje się fragmentami żyły lub tkanki tłuszczowej wcześniej pobranej od pacjenta lub spongostanem
- sprawdzenie ruchomości kosteczek słuchowych
- oczyszczenie pola operacyjnego – odessanie krwi
- repozycja płata skórno-bębenkowego
- opatrunek do przewodu słuchowego zewnętrznego

W przypadku wykonywania operacji w znieczuleniu miejscowym, można sprawdzić „na stole operacyjnym” efekt poprawy słuchu – badanie szeptem.

## Postępowanie pooperacyjne
Przez pierwszą dobę po operacji pacjent powinien leżeć w łóżku, nie wstawać, a szczególnie unikać gwałtownych ruchów głową, które mogą doprowadzić do przemieszczenia protezki. Opatrunki uszne wykonywane są w mikrootoskopii. Opatrunek z przewodu słuchowego zewnętrznego usuwa się po 3–4 dniach.

## Powikłania
Operacja zwykle jest obarczona małą liczbą powikłań, jednak czasami może wystąpić:
- podrażnienie narządu przedsionkowego (obwodowego narządu równowagi) powodujące zawroty głowy, nudności lub wymioty
- przetoka perylimfatyczna
- niedowład lub porażenie nerwu twarzowego
- zapalenie błędnika